# Luisão
Ânderson Luís da Silva, född 13 februari 1981, mer känd som Luisão, är en brasiliansk före detta fotbollsspelare (mittback) som totalt spelade 15 säsonger för SL Benfica.
Han spelade främst för Benfica under sin professionella karriär, där han spelade över 330 matcher och vann 20 titlar.
Han har spelat över 40 landskamper för det brasilianska landslaget och spelat två fotbolls-VM och tre Copa América-turneringar.

## Meriter
Cruzeiro
- Campeonato Brasileiro Série A: 2003
- Copa do Brasil: 2000, 2003
- Campeonato Mineiro: 2003

Benfica
- Primeira Liga: 2004/2005, 2009/2010, 2013/2014, 2014/2015, 2015/2016, 2016/2017
- Portugisiska cupen: 2003/2004, 2013/2014, 2016/2017
- Portugisiska Ligacupen: 2008/2009, 2009/2010, 2010/2011, 2011/2012, 2013/2014, 2014/2015, 2015/2016
- Portugisiska supercupen: 2005, 2014, 2016, 2017

Brasilien
- Copa América: 2004
- FIFA Confederations Cup: 2005, 2009
- CONCACAF Gold Cup Silver 2003